# Вымпел (судостроительный завод)
ПАО «Судостроительный завод „Вымпел“» — российская судостроительная компания, расположенная в городе Рыбинске Ярославской области. Предприятие входит в АО «Объединённая судостроительная корпорация» (ОСК).

## История
Предприятие было основано 11 июля 1930 года и первоначально специализировалось на выпуске буксирных моторных катеров.
Во время Великой Отечественной войны завод выпускал торпедные катера дальнего действия. Это первые в стране большие торпедные катера в стальном корпусе.
После окончания войны предприятие осуществляло строительство рейдовых тральщиков водоизмещением 100—300 т. и пожарных катеров.
В 60-е годы выпускались морские гидрографические боты, большой серией шли буксирные теплоходы Т-63М.
В 1963 году был сдан первый ракетный катер проекта 205. За 12 последующих лет их было построено 64 единицы. Эти катера, оснащённые крылатыми ракетами П-15, ярко показали себя в локальных конфликтах на Ближнем Востоке и в Индийском океане и привели к «катерному буму» в мировом кораблестроении.
В 1973 году на заводе был построен головной катер нового проекта 205ЭР. В течение 12 лет выпущено 86 катеров, которые поставлены в страны Европы, Азии, Африки и Латинской Америки.
В 1980 году был сдан головной ракетный катер проекта 1241РЭ «Молния». В 80-х годах этот катер по своему вооружению находился на уровне лучших мировых стандартов, а по ходовым качествам и энергоустановке превосходил лучшие зарубежные образцы, но к началу 2000-х годов сильно устарел, сохраняя, однако, значительные возможности для модернизации.
За многолетнюю историю на заводе было построено более 30 тыс. катеров различных типов.
Почти 40 лет основная продукция поставляется на экспорт, за это время более 1800 катеров экспортировано в 29 стран мира.
Из-за вторжения России на Украину компания находится под санкциями США, всех стран Евросоюза и некоторых других стран.

## Производственный комплекс
Инфраструктура, разносторонняя производственная база, применяемые технологии и высококвалифицированный персонал компании позволяют осуществлять строительство, модернизацию и ремонт военных кораблей и гражданских судов спусковым весом до 2400 т. Общая производственная площадь предприятия составляет около 40 га, площадь крытых корпусов и эллинга более 150 тыс. м². Численность персонала более 1500 человек.
На предприятии действует программа технического перевооружения и создания специализированных производственных линий и участков.
Система менеджмента качества отвечает требованиям международных стандартов ИСО серии 9000.

## Деятельность

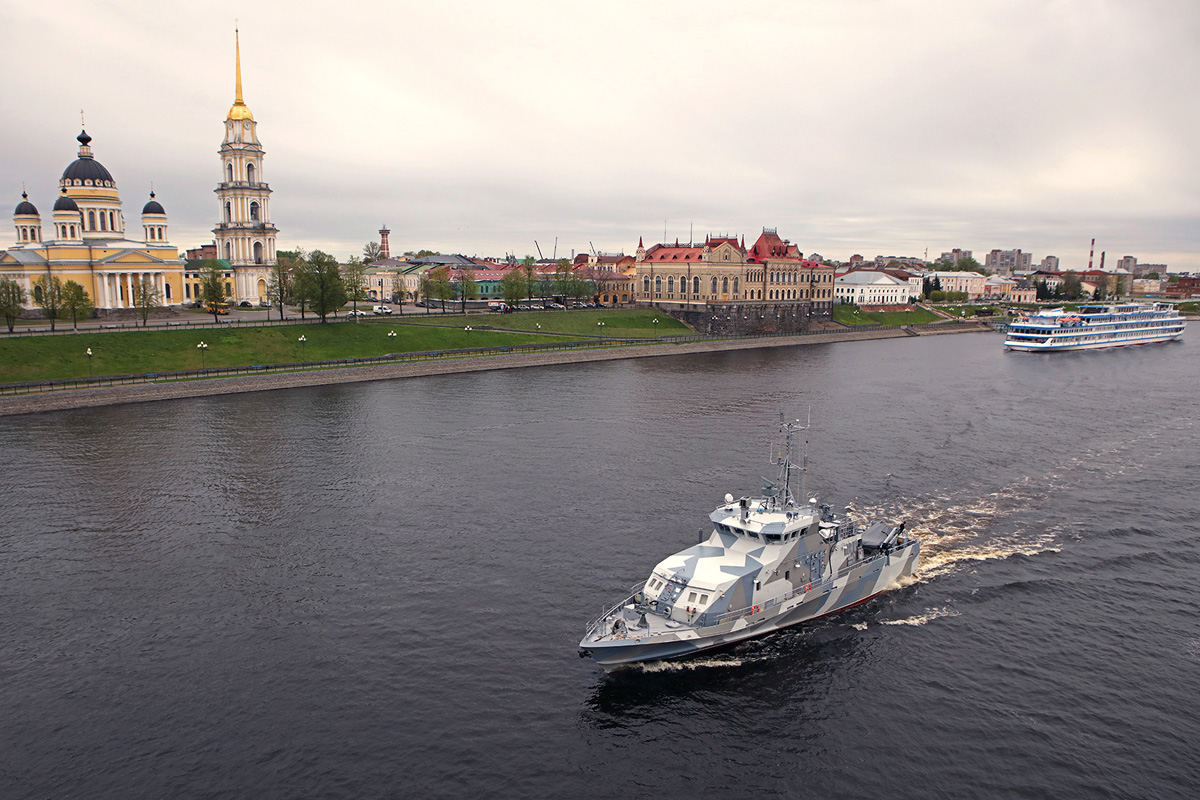
Рыбинск. Катер специального назначения

АО «Судостроительный завод „Вымпел“» динамично развивающаяся судостроительная компания, специализирующаяся на выпуске средне- и малотоннажных морских и речных судов и катеров военного и гражданского назначения из стали и алюминиево-магниевых сплавов. Продукция поставляется на внутренний рынок и на экспорт.
В настоящее время «Вымпел» серийно производит боевые ракетные и патрульные катера нового поколения, скоростные поисково-спасательные, пожарные, гидрографические, буксирные и другие специализированные суда, обеспечивая гарантийное и сервисное обслуживание выпускаемой продукции.
Катера и суда военного и специального назначения:
- Морской транспорт вооружения проекта 20360М
- Ракетный катер проекта 12421, 12418 «Молния»
- Катер специального назначения проекта 21980Э
- Пограничный сторожевой корабль 4 ранга проекта 03050 шифр «Гюйс»
- Скоростной патрульный катер проекта 12150 «Мангуст»
- Малый пограничный катер проекта 21850 «Чибис»
- Малое гидрографическое судно проекта 19910
- Большой гидрографический катер проекта 19920 «Баклан»

и др.
Катера и суда гражданского назначения:
- Многоцелевой скоростной поисково-спасательный катер проекта 12150М
- Морской буксир прибрежного плавания проекта 1496М1
- Морское пассажирское судно на подводных крыльях «Комета 120М» проекта 23160
- Скоростной пассажирский катамаран с динамической разгрузкой ПК проекта HSC150B
- Прогулочные катера из композитных материалов

и др.
Самое крупное судно в истории предприятия — морской транспорт вооружения «Геннадий Дмитриев» проекта 20360М (его размеры: 77 метров в длину, 16 метров в ширину, высота 14 метров, водоизмещение более 3,6 тысячи тонн), спущено на воду в мае 2021 г.

### Перспективы
Для соответствия растущим требованиям рынка предприятие ведёт постоянную работу с конструкторскими бюро, и в ближайших планах компании дальнейшая модернизация существующих проектов и расширение номенклатуры выпускаемой продукции, в том числе:
- Малые ракетные корабли
- Катера специального назначения
- Пожарно-спасательные суда
- Морские и речные буксиры
- Скоростные пассажирские катамараны
- Рыболовецкие суда
- Катера из композитных материалов